# Ботлихцы

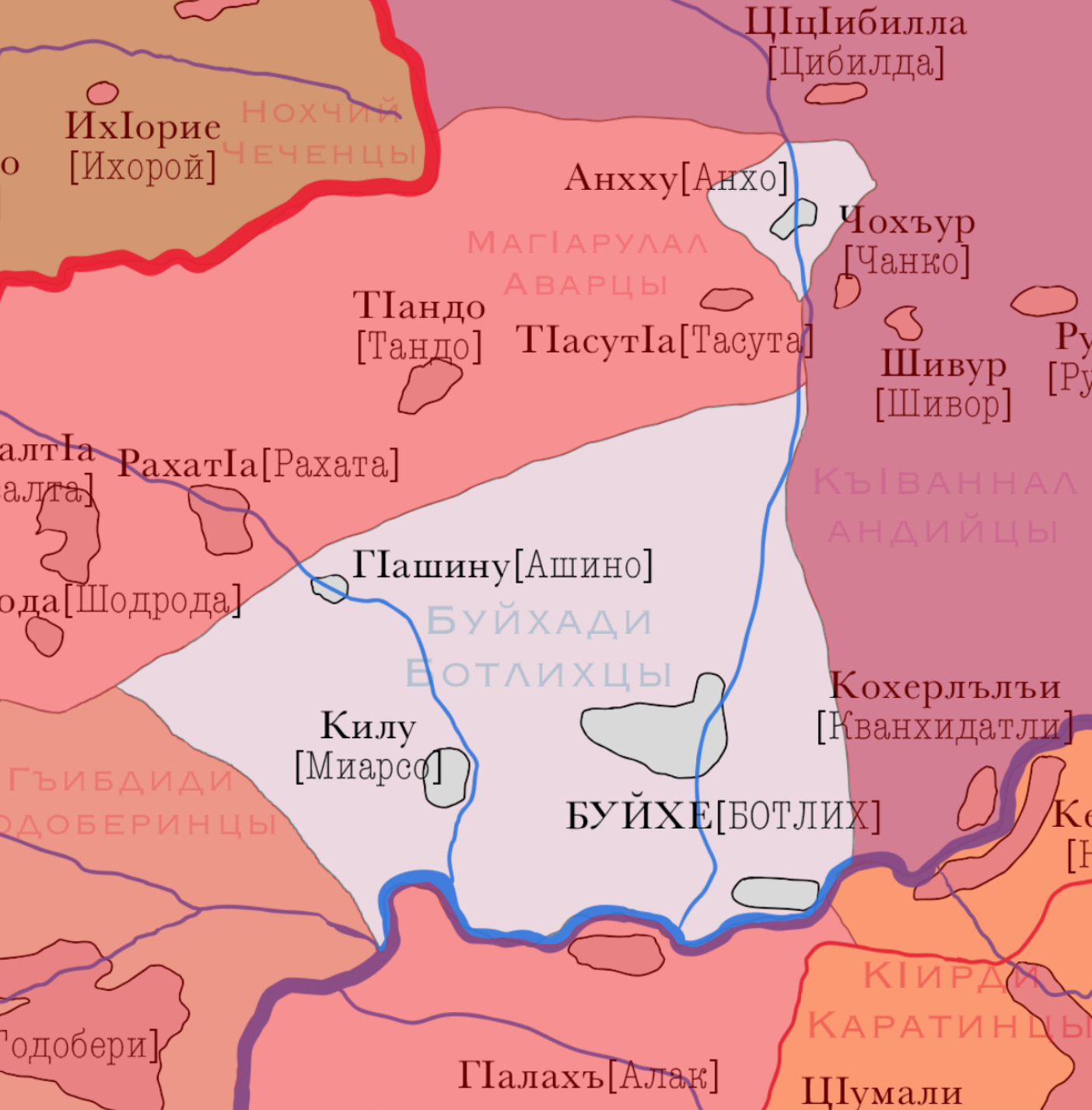
Ботлихские села в горной зоне. Названия приведены на ботлихском языке.

Бо́тлихцы (самоназвание — буйхади) —  один из коренных дагестанских народов андийской подветви, малочисленный народ Дагестана. Большинство проживает в сёлах Ботлих, Миарсо, Ашино и Анхо Ботлихского района. Много ботлихцев-переселенцев живут в Хасавюртовском, Бабаюртовском и Кизилюртовском районах. Ботлихцы-горожане живут в городах Махачкала, Хасавюрт, Кизилюрт и Буйнакск.
По итогам Всероссийской переписи население 2010 года, в России численность ботлихцев составила 3508 человек, в том числе в Дагестане — 3503 человека. По итогам Всероссийской переписи население 2021 года, в России численность ботлихцев составила 3788 человек.

## История
Предположительно с первого тысячелетия нашей эры ботлихцы входили в состав политического объединения Дидо в Западном Дагестане (распалось в XIV—XV веках), куда входили андо-цезские народы. Приняли ислам в XVI веке. К XIV—XV векам относят образование союза сельских общин Технуцал на территории нынешнего Ботлихского района. С XVI века ботлихцы попадают под влияние Аварского ханства. В 1820—1850 годах ботлихцы активно участвовали в национально-освободительной борьбе горцев Дагестана и Чечни. В 1921 году вошли в состав Дагестанской АССР, с 1991 года — Республика Дагестан.
По переписи 1926 года в СССР проживало 3354 ботлихца. В последующих переписях населения СССР ботлихцы не выделялись как этническая группа, а включались в состав аварцев. По переписи 2002 года в России проживало 16 ботлихцев, которые были включены как этническая группа в составе аварцев.
В 1999 году часть ботлихцев принимала активное участие в сопротивлении вторжению боевиков Шамиля Басаева в Дагестан.

## Язык
Говорят на ботлихском языке. Распространены аварский, русский язык. Письменность на основе русской кириллицы. В прошлом пользовались аджамской письменностью. Верующие — мусульмане-сунниты.